# Gornja Purgarija
Gornja Purgarija je naseljeno mjesto u Republici Hrvatskoj u Zagrebačkoj županiji. 

## Zemljopis
Administrativno je u sastavu Općine Klinča Sela. Naselje se proteže na površini od 1,8 km2.

## Stanovništvo
Prema popisu stanovništva iz 2021. godine u Gornjoj Purgariji živi 69 stanovnika. Gustoća naseljenosti iznosi 38 st./km2.
| broj stanovnika |       |       |       |       |       |       |       |       | 188   | 178   | 132   | 124   | 112   | 93    | 89    | 82    | 69    |
|                 | 1857. | 1869. | 1880. | 1890. | 1900. | 1910. | 1921. | 1931. | 1948. | 1953. | 1961. | 1971. | 1981. | 1991. | 2001. | 2011. | 2021. |